# Cardeniopsis trifasciatus
Cardeniopsis trifasciatus är en insektsart som först beskrevs av Kirby, W.F. 1902.  Cardeniopsis trifasciatus ingår i släktet Cardeniopsis och familjen gräshoppor. Inga underarter finns listade i Catalogue of Life.